# Parasilvanus oblitus
Parasilvanus oblitus is een keversoort uit de familie spitshalskevers (Silvanidae). De wetenschappelijke naam van de soort werd in 1909 gepubliceerd door Antoine Henri Grouvelle.